# Cricetus
Genre
Synonymes
- Hamster Lacépède, 1799
- Heliomys Gray, 1873

Statut de conservation UICN

CR : 
En danger critique
Cricetus est un genre de rongeurs myomorphes de la famille des Cricetidae, seul représentant de la tribu des Cricetini. Il ne comprend qu'une seule espèce actuelle : le Grand Hamster (Cricetus cricetus).

## Aire de répartition

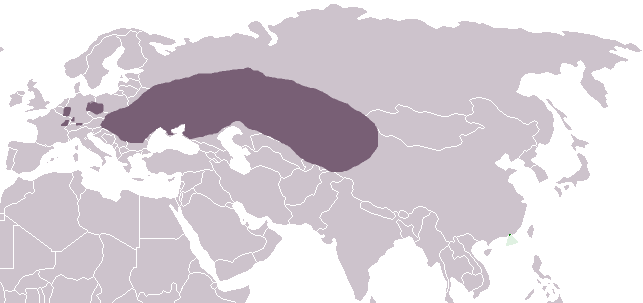
Carte de l'aire de répartition du Grand Hamster :
zones d'origines ;
zones où il est inexistant.

Le Grand Hamster se rencontre en Eurasie depuis la Belgique et le Grand Est français (uniquement en Alsace) jusqu'en Altaï et au nord-ouest de la Chine. Les espèces fossiles ont été toute découvertes en Eurasie.

## Taxinomie
Ce genre a été décrit pour la première fois en 1779 par le naturaliste allemand Nathanael Gottfried Leske (1751-1786) et la tribu Cricetini en 1945 par le paléontologue américain George Gaylord Simpson (1902-1984). Il a pour synonymes Hamster  et Heliomys,.
La seule espèce actuelle du genre étant le Grand Hamster, Cricetus est traditionnellement considéré comme étant un genre monospécifique, mais il comprend aussi des espèces fossiles.

### Liste des espèces
L'espèce actuelle selon Catalogue of Life (27 novembre 2013), ITIS (27 novembre 2013), Mammal Species of the World (version 3, 2005)  (27 novembre 2013) et NCBI (27 novembre 2013) est :
- Cricetus cricetus (Linnaeus, 1758) - Grand Hamster.

Les espèces éteintes selon Paleobiology Database (27 novembre 2013) sont :
- † Cricetus barrieri Mein & Michaux, 1970 ;
- † Cricetus kormosi Schaub, 1930 ;
- † Cricetus lophidens de Bruijn, Dawson & Mein, 1970.

### Protologues
- Tribu Cricetini :
  - (en) George Gaylord Simpson, « The Principles of Classification and Classification of Mammals », Bulletin of the American Museum of Natural History, vol. 85,‎ 1945, p. 102 (lire en ligne, consulté le 26 novembre 2013).
- Genre Cricetus :
  - (de) Nathanael Gottfried Leske, « Anfangsgründe der Naturgeschichte, Erster Teil », Siegfried Lebrecht Crusius, Leipzig, vol. 1,‎ 1779, p. 168 (lire en ligne, consulté le 26 novembre 2013).